# 岡田卓也 (経営者)
岡田 卓也（おかだ たくや、1925年〈大正14年〉9月19日 - ）は、日本の実業家。イオングループ名誉会長。四日市岡田家の7代目当主である。イオングループを子会社約300社、連結売上高9兆5,535億円、従業員数約56万人（2016年2月期）という日本の小売業を代表する企業に育て上げた。

## 来歴
三重県四日市市の老舗呉服商・岡田屋6代目の岡田惣一郎の長男（1男4女の末子で4人の姉がいる）として、1925年（大正14年）9月19日に四日市市（中部地区）に生まれた。誕生後に卓也は捨て子の風習で三滝川の橋に捨てられた。占い師の姓名判断により、戦死しにくいという「卓也」と命名された。父親は2歳の時に病死した。
旧制・三重県立富田中学校（三重県立四日市高等学校）を卒業した。在学中は野球部に所属していた。第37回全国高等学校野球選手権大会で母校四日市高校（旧制富田中学）を優勝させた監督の水谷貞雄（富田中学時代の投手）とは卓也が捕手としてバッテリーを組んでいた。
早稲田大学高等学院を経て、早稲田大学商学部在学中に学徒出陣で大日本帝国陸軍に入隊し、和歌山県にある橘部隊に配属される。軍隊内では（当時日常的におこなわれていた）鉄拳制裁の暴力を受けた。1945年（昭和20年）には、次姉の千鶴子が卓也の行く末を案じて、茨城県鹿島町の陸軍基地まで面会に来ている。8月の日本の敗戦により卓也は9月21日に四日市に復員し、岡田屋の復興に取り組む。それまで一度も入室したことのなかった一つの蔵に入り、手文庫を開くと父・惣一郎の早稲田大学在学中の日記や、惣一郎が16歳の時の東海道徒歩旅行記が残されていた。これらを読んで父と精神的に再会し、岡田屋再建の決意を新たにしたという。
12月に40坪の呉服店を改装して、1946年（昭和21年）3月に開店。6月には岡田屋呉服店を株式会社岡田屋に改組・改称し、復学した早稲田大学に在籍中の身で社長・岡田家の当主（代表取締役）となる。卓也は赤い自転車に乗って四日市市内外で岡田屋の名前を宣伝、庶民的な印象と安値販売で顧客を拡大した。
1948年（昭和23年）3月に早稲田大学商学部を卒業した。1949年（昭和24年）12月に、姉の千鶴子と相談して店舗を辻の中町通りから諏訪新道に移転、以降岡田屋の店舗を拡大して、総合スーパーとして売り上げを急増させた。
1950年（昭和25年）に三重郡菰野町の地主である高田家の娘（3人姉妹）で金城学院大学在学中の女性と結婚した。
1966年（昭和41年）には、東レサークルの会長に就任している。
1969年（昭和44年）、オカダヤ(岡田屋)と、兵庫県姫路市を拠点とするフタギ、大阪府吹田市を拠点とするシロの3社の提携・合併により誕生した総合スーパージャスコの初代社長に就任した。全国的な経営をする必要から大阪に移住して、多くの小売会社を合併し 、現在のイオングループの基礎を作った。卓也は2017年（平成29年）のインタビューで「企業の歴史は合併の歴史だ」と述べている。
この頃（1960年代）、高度経済成長による社会発展に伴い、全国各地で公害による被害が相次ぎ、出身地の四日市市でも公害病（四日市ぜんそく）が発生し、社会問題となった。この事を受けて、環境問題に対して積極的に取り組むようになり、イオン環境財団（1990年設立）の発足や2023年現在でも継続しているイオングループ全体での植樹活動開始の契機となった。
1985年（昭和60年）1月16日、全米小売業者協会（NRMA）の国際小売業者賞を受賞。
1989年（平成元年）9月にグループ名称をジャスコグループからイオングループに変更した。ジャスコは平和産業・人間産業・地域産業であり続けることを基本理念として、革新を続ける流通企業グループを目標としていた。「大企業病」を避けるには、岡田屋以来の「大黒柱に車をつけよ」という革新力が大切と2017年のインタビューで述べている。同年4月7日にはブラジル地方自治研究協会からグランクルース賞、コメンダ賞、騎士賞の3勲章を、同年10月17日には、大英勲章をそれぞれ受章。
1990年代に大相撲の横綱貴乃花の東京後援会長を務めた。
1999年（平成11年）1月18日、早稲田大学名誉賛助員となる。
2000年（平成12年）5月、イオングループの会長職を退任した。会社経営の一線からは退いており、イオン環境財団理事長として植樹などに取り組んでいる。
2023年（令和5年）春の叙勲において旭日大綬章を受章した。

## 親族
イオン取締役兼代表執行役社長の岡田元也は長男であり、衆議院議員である岡田克也は次男、2010年（平成22年）より東京新聞政治部部長を務めている高田昌也は高田家の跡継ぎとして養子となり改名した三男である。ジャスコで取締役として活動した小嶋千鶴子は姉。

## 称号（名誉博士号・理事）
- 2002年（平成14年）3月25日、早稲田大学から名誉博士号を授与される[21]。
- 2008年（平成20年）4月1日～2011年（平成23年）3月31日、学校法人中内学園(流通科学大学)の理事に就任。退任後「学校法人中内学園名誉理事」の称号を授与された。[22]
- 2009年（平成21年）2月24日、韓国の高麗大学から名誉経営学博士号を贈られた[23]。
- 2009年（平成21年）2月2日、三重大学から名誉博士号を贈られ[24]、5月2日に同大学で記念講演を行った[25]。

## 栄典
- 2023年4月 旭日大綬章受章[26][27]

## 著書
- 『大黒柱に車をつけよ』（1983年3月17日刊行[28]、ISBN  9784492550670）
- 『再び「大黒柱に車をつける」とき』（1996年5月30日刊行[29]、ISBN 9784871884549）